# Spencer Monroe
 (octobre 2015).
Si vous disposez d'ouvrages ou d'articles de référence ou si vous connaissez des sites web de qualité traitant du thème abordé ici, merci de compléter l'article en donnant les références utiles à sa vérifiabilité et en les liant à la section « Notes et références ».
Spencer Monroe est un des personnages principaux de la série télévisée The Walking Dead. Il est interprété par Austin Nichols et doublé en version française par Benjamin Pascal.

## Biographie fictive

### Saison 5
Spencer est le deuxième fils de Reg et Deanna Monroe, la dirigeante de la communauté d'Alexandria, et le frère d'Aidan.
Tireur de précision de la communauté presque exclusivement chargé de se poster à la tour de guet à l'entrée, il est présent à la fête organisée par Deanna pour faciliter l'intégration du groupe de Rick. Il essaye de discuter avec Sasha, mais cette dernière malaisée refuse.
Spencer s'isole avec ses parents dans leur maison pour pleurer la mort d'Aiden durant une expédition nécessaire pour régler leurs problèmes d'électricité.

### Saison 6
À la suite des événements du final de la saison précédente où son père s'est fait tuer, il semble détester Rick car lui, Carter, Olivia, Tobin et Francine parlent de le tuer dans la réserve d'armes avant d'être surpris par Eugene, puis les meneurs de son groupe.
Lors de l'attaque des Wolves à Alexandria, il est posté dans la tour de guet. Peu efficace avec son fusil à lunette, il est forcé de sortir de la tour après qu'elle a été heurtée par le camion-bélier des Wolves dont il s'est évertué à abattre le chauffeur. Essayant de faire cesser le bruit du klaxon, il n'ose pourtant pas approcher du Wolf changé en rôdeur, mais Morgan apparait et l'élimine à sa place. En accord avec lui qui se charge d'entrer aider sa communauté, Spencer protège ensuite sa mère cachée dans le camion en se postant à côté, fusil au poing.
Les Wolves repoussés, la horde de rôdeurs s’amasse autour de la cité et apeurés, certains résidents veulent piller l'épicerie mais Spencer intervient et parvient à stopper ses concitoyens. Cependant, plus tard, Deanna qui travaillait sur un plan de développement de la ville se rend compte que Spencer n'a agit que dans son propre intérêt, s'emparant lui-même de denrées. Il la blâme de les avoir trop protégés à tel point qu'ils sont sans défenses maintenant.
Lors de l'épisode Heads Up, il tente de prendre un camion pour détourner la horde en se hissant vers le clocher suspendu à un câble, mais ce dernier lâche et il tombe entre la horde et l'enceinte. Il sera sauvé de justesse par Tara, Rick, Tobin et Morgan.
Pendant l'invasion de rôdeurs à Alexandria, il se réfugie avec Aaron et Heath à l'infirmerie où ils aideront Denise et Michonne pour soigner la blessure à l’œil de Carl, puis ils décideront de sortir avec cette dernière pour aider Rick, qui combat seul les rôdeurs afin de les tenir à distance. Rejoints au fur et à mesure par d'autres habitants, ils massacrent la horde durant le restant de la nuit.
Dans l'épisode The Next World, il va dans les bois avec une pelle. il sera rejoint par Michonne. Ils retrouvent Deanna transformée en rôdeur, que Spencer était certain d'avoir aperçu précédemment. Aidé par Michonne qui la maintient, il achève sa mère puis l'enterre.
Après la rupture entre Abraham et Rosita, il a une aventure avec elle. Mais elle ne semble pas trop attachée à lui.
Dans l'épisode final Last Day on Earth, il reste à Alexandria préparé à une attaque des "Sauveurs".

### Saison 7
Spencer et Rosita partent récupérer la moto de Daryl pour la donner à Dwight, en train d'essayer d'asservir Daryl durant sa captivité.
Après avoir volé deux armes, il se fait sévèrement reprendre par Rick car à cause de son geste, Negan a failli tuer Olivia. Spencer, bien qu'il n’était pas présent, fait comprendre à Rick qu'il le tient responsable de la mort de Glenn et Abraham, ce à quoi Rick répond qu'à la prochaine réflexion de ce genre, il lui "cassera les dents".
Durant l'absence de ce dernier lors d'une expédition de ravitaillement avec Aaron, il part également de son côté avec le père Gabriel Stokes. Souhaitant se confesser, il lui avoue son désir que Rick meure, mais Gabriel qui reste loyal envers Rick lui demande alors d'arrêter la voiture, et décide de retourner seul et à pied plutôt que de rester en sa présence. En continuant sa mission en solitaire où il prend des risques avec un rôdeur suspendu à un arbre, il trouve des cartons de vivres qu'il ramène à Alexandria, occupée par les Sauveurs de Negan qui a raccompagné Carl Grimes après son assaut raté du Sanctuaire. Spencer en profite pour se faire mousser, attirant la gratitude d'un Sauveur pour les vivres, et les faveurs implicitement sexuelles de Laura qui l'invite à venir la voir au repaire de Negan.
Spencer tente par des flagorneries et une partie de billard en face de la maison des Grimes, de persuader Negan de tuer Rick afin de le promouvoir chef d'Alexandria à sa place. Mais Negan, qui le perçoit alors comme un lâche, l'assassine brutalement en l'étripant au couteau de chasse (ce qui provoque la tentative d'assassinat du chef des Sauveurs par Rosita et l'exécution punitive d'Olivia).
Alors qu'il est laissé marinant dans ses tripes, Spencer revient en rôdeur quand Negan quitte les lieux avec ses hommes. Il est achevé par Rick qui par leur mort, prend conscience auprès de Michonne le soir suivant de la nécessité de combattre les Sauveurs.